# Good as Hell
Good as Hell är en EP av den svenska soloartisten Paul Rey (Pauli Jokela). Albumet släpptes den 25 augusti 2015 och består av sex stycken låtar.

## Låtlista
| Nr | Titel                       | Längd |
| -- | --------------------------- | ----- |
| 1  | Good As Hell                | 03:58 |
| 2  | Run Away                    | 03:30 |
| 3  | Blue Sky                    | 03:33 |
| 4  | Sunrise                     | 03:52 |
| 5  | Close Your Eyes             | 03:22 |
| 6  | Blue Sky (Acoustic Version) | 03:10 |